# 삼원강재
주식회사 삼원강재는 경상북도 포항시 남구 대송면 철강산단로66번길 40에 본사를 둔 금속 회사로, 2023년 3월부로 현대백화점그룹의 계열사에 편입되었다.

## 연혁
- 1992년 7월: 회사설립(회사명: (주)대경특수강)
- 1994년 4월: 공장 준공
- 1995년 3월압연제품 수출 개시
- 1996년 12월: KS 인증 취득
- 1997년 11월: 전국품질 분임조 경진대회 은상 수상
- 1998년 12월: 워크아웃MOU 체결
- 1998년 12월: ISO 9001 인증 취득
- 1999년 6월: QS9000인증 취득
- 1999년 9월: 워크아웃 우수기업 선정(기업구조조정위원회)
- 2000년 5월: 워크아웃 자율추진업체 선정(금감원)
- 2000년 8월: 경영관리단 철수
- 2003년 10월: 워크아웃 조기 졸업
- 2003년 12월: ISO/TS16949인증 취득
- 2004년 6월: 소재가공 공장 준공
- 2008년 3월: (주)대경특수강에서 (주)삼원강재로 상호변경
- 2009년 6월: 파이프가공 공장 준공
- 2010년 10월: 호동공장 준공
- 2010년 12월: 무상감자 320억원(470억원 → 150억원)
- 2010년 12월: 액면분할(5,000원 → 500원)
- 2011년 7월: 유상증자 50억원(150억원 → 200억원)
- 2011년 7월: 한국거래소 유가증권시장 상장
- 2013년 10월: 외동공장 준공
- 2015년 10월: 섬안공장 준공
- 2023년 3월: 상호출자제한기업집단(현대백화점) 편입

## 관련 문헌
- “삼원강재, 국내 유일 열간압연부품 독점 시장점유율 1위.. 현대기아차 공급사 부각”. 《Fn뉴스》. 2023년 7월 27일.

## 내용주
1. ↑  공모가 4,000원에 상장